# سياسة إسكتلندا

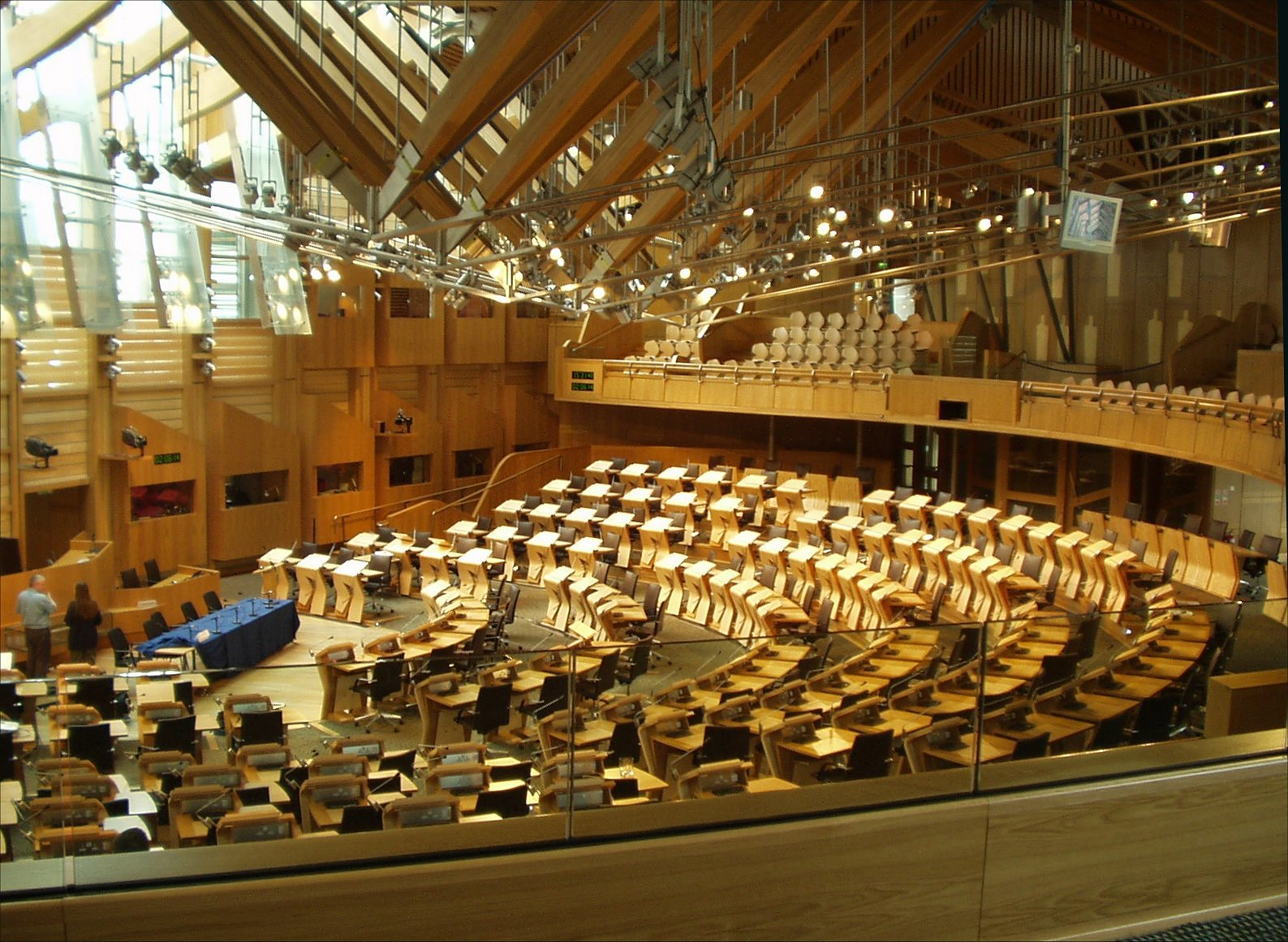

اسكتلندا هي دولة خاضعة للاتحاد السياسي مع سائر دول المملكة المتحدة. نشأ نظام التفويض في اسكتلندا منذ 1999 بعد تصويت الشعب الإسكتلندي بالأغلبية على إعادة تأسيس البرلمان الإسكتلندي في استفتاء عام 1997، نظرًا لخضوعها لحكومة المملكة المتحدة مباشرة منذ عام 1707.
دخلت اسكتلندا في اتحاد سياسي مع إنجلترا في عام 1707، وأرسلت ممثليها إلى قصر وستمنستر، الذي اجتاز برلمان إنجلترا ليصير برلمانًا للمملكة المتحدة. يمثل دولة اسكتلندا 59 عضوًا في وستمنستر، إذ تُقرر المسائل القومية على المستوى القومي للمملكة المتحدة، مثل الدستور والشؤون الخارجية والدفاع والضمان الاجتماعي وراتب التقاعد. تأسس البرلمان الإسكتلندي المكون من 129 عضوًا في عام 1999 في إدنبرة، وكان له سلطة كاملة لصياغة القوانين في اسكتلندا، باستثناء الشؤون الحصرية لمستوى برلمان المملكة المتحدة. يعبر عن الشؤون الاسكتلندية في حكومة المملكة المتحدة وزير الخارجية الإسكتلندي، الذي يشغله حاليًا أليستر جاك. يرأس الحكومة الاسكتلندية منصب الوزير الأول، وهو زعيم الحزب السياسي الذي حظى على أغلبية مقاعد البرلمان الإسكتلندي، وتشغل المنصب حاليًا نيكولا ستارجن (عضو في البرلمان الإسكتلندي). يرأس دولة اسكتلندا ملك بريطانيا، وتشغله حاليًا الملكة إليزابيث الثانية (منذ 1952).
توصف اسكتلندا بالتعددية الحزبية. يشكل الحكومة المستقلة في البرلمان الإسكتلندي حزب يسار الوسط المشجع على الاستقلال، الحزب القومي الإسكتلندي، ويشغل حاليًا عدة مقاعد في البرلمان (62 من 129). تشمل أحزاب المعارضة: الحزب الإسكتلندي المحافظ (يمين وسط، محافظ)، وحزب العمال الإسكتلندي (يسار وسط، ديمقراطي اجتماعي)، والديمقراطيين الليبراليين الاسكتلنديين (وسط، ليبرالي اجتماعي)، والحزب الأخضر الإسكتلندي (يسار وسط أو يساري، سياسة خضراء). تُقام الانتخابات مرة كل خمس سنوات، ويُنتخب 73 عضوًا لتمثيل الدوائر الانتخابية، و56 عضوًا عبر نظام التمثيل المتناسب. يمثل اسكتلندا في وستمنستر 55 عضوًا برلمانيًا من الحزب القومي الإسكتلندي، و4 أعضاء من الحزب المحافظ، و7 أعضاء من حزب العمال، و4 أعضاء من الديمقراطيين الليبراليين.
تظل مسألة استقلال اسكتلندا عن المملكة المتحدة من القضايا السياسية الملحة حتى اليوم. صوتت الهيئة الناخبة في 18 سبتمبر عام 2014 على استفتاء حول البقاء في المملكة المتحدة أو الاستقلال عنها، واختاروا البقاء كجزء من المملكة المتحدة، وبلغت أغلبية التصويت لصالح البقاء نسبة 55.3%، وصوت 44.7% لصالح الرحيل عنها.

## الوضع الحالي
يشغل الحزب القومي الإسكتلندي أغلب مقاعد البرلمان الإسكتلندي، الذي يدعو ويقيم الحملات من أجل الاستقلال عن المملكة المتحدة. تشغل زعيمة الحزب القومي الإسكتلندي، نيكولا ستارجن، منصب الوزير الأول لاسكتلندا، لتقوم على قيادة الحكومة منذ عام 2014. قاد الوزير الأول السابق، أليكس سالموند، الحزب القومي الإسكتلندي، إلى انتصار بالأغلبية في انتخابات مايو العامة، والتي خسرها فيما بعد في 2016، ويشكلون الآن حكومة أقلية. تُمثل الأحزاب الأخرى في البرلمان، ومنها حزب العمال والحزب المحافظ، ويشكلون المعارضة الرسمية، كما يُمثل الديمقراطيون الليبراليون والحزب الأخضر الإسكتلندي. ستُعقد الانتخابات الاسكتلندية القادمة في مايو عام 2021.
تحت مظلة التفويض، يمثل اسكتلندا 59 عضوًا برلمانيًا في مجلس عموم المملكة المتحدة، ويُنتخبون بناءً على الدوائر الانتخابية الاسكتلندية، من أصل 650 عضوًا برلمانيًا في مجلس عموم المملكة المتحدة. كان وزير خارجية اسكتلندا يرأس نظام الحكومة فيها قبل نظام التفويض، ويمثلها في ائتلاف المملكة المتحدة ومسؤولًا عن عدد محدود من السلطات يحتفظ بها منصبه منذ التفويض، بالإضافة للعلاقات مع غيره من وزراء الوايت هول الذين يمتلكون سلطة على الأمور الحصرية. يمرر البرلمان الإسكتلندي الشؤون المختصة بالتفويض إلى وستمنستر للنظر فيها كجزء من المنظومة التشريعية الواسعة الخاصة بالمملكة المتحدة، لتحصل على الموافقة التشريعية منه، التي يُشار إليها غالبًا باسم اقتراح سويل. حدث ذلك في عدد من المناسبات عندما كان الأمر أكثر فعالية أو ملائم سياسيًا للعرض على وستمنستر. يُعتبر مكتب اسكتلندا قسمًا في حكومة المملكة المتحدة، ومسؤولًا عن شؤون اسكتلندا الحصرية. يشغل منصب وزير الخارجية لاسكتلندا حاليًا أليستار جاك (عضو البرلمان)، وهو من التيار المحافظ. كان النبلاء الاسكتلنديون منوطًا بهم شغل مقاعد مجلس اللوردات حتى عام 1999.
تدور المناظرة السياسية الأساسية في اسكتلندا حول المواقف المتخذة عن التساؤلات الدستورية. دافع عن سياسة التفويض الأحزاب الرئيسة الثلاثة لبريطانيا العظمى جميعها لدرجة ما أثناء تاريخها (بالرغم من معارضة حزب العمال والحزب المحافظ في بعض الأحيان). سيطر هذا السؤال على المشهد السياسي الإسكتلندي في النصف الثاني من القرن العشرين، ووصف زعيم حزب العمال جون سميث بعث البرلمان الإسكتلندي بأنه «تبلور إرادة الشعب الإسكتلندي». والآن وبعد التفويض، يدور الجدل الأساسي حول الحالة الدستورية لاسكتلندا، وعن إمكانية إضافة المزيد من السلطات للبرلمان الإسكتلندي (مثل السياسة المالية)، أو السعي للاستقلال التام. السؤال طويل الأمد هو: هل يجب على البرلمان الإسكتلندي الاستمرار في أن يكون تابعًا، يمكن إنشاؤه أو إلغاؤه بالبرلمان الأكثر سيادة وهيمنة دستوريًا، وهو برلمان المملكة المتحدة (كما في حالة التفويض) أو يجب عليه أن يكون برلمانًا ذا كيان مستقل، لينال كامل السيادة (سواءً عن طريق الاستقلال أو المملكة المتحدة الفيدرالية أو ترتيبات كونفيدرالية)؟ ولتوضيح هذه الشؤون، نشرت الحكومة الاسكتلندية بقيادة الحزب القومي الإسكتلندي الوثيقة الدستورية «اختيار مستقبل اسكتلندا»، موجهة للهيئة الناخبة لتخضع للحوار القومي.
نتائج الانتخابات العامة في المملكة المتحدة (منذ عام 1951)
| السنة       | الحزب المحافظ   | حزب العمال      | الحزب القومي الإسكتلندي | الديمقراطيين الاجتماعيين |
| 2019        | 6 مقاعد 25.1%   | مقعد واحد 18.6% | 48 مقعدًا 45.0%          | 4 مقاعد 9.5%             |
| 2017        | 13 مقعدًا 28.6%  | 7 مقاعد 27.1%   | 35 مقعدًا 36.9%          | 4 مقاعد 6.8%             |
| 2015        | مقعد واحد 14.9% | مقعد واحد 24.3% | 56 مقعدًا 50.0%          | مقعد واحد 7.5%           |
| 2010        | مقعد واحد 16.7% | 41 مقعدًا 42.0%  | 6 مقاعد 19.9%           | 11 مقعدًا 18.9%           |
| 2005        | مقعد واحد 15.8% | 41 مقعدًا 39.5%  | 6 مقاعد 17.7%           | 11 مقعدًا 22.6%           |
| 2001        | مقعد واحد 15.6% | 56 مقعدًا 43.9%  | 5 مقاعد 20.1%           | 10 مقاعد 16.4%           |
| 1997        | لا مقاعد 17.5%  | 56 مقعدًا 41.0%  | 6 مقاعد 22.0%           | 10 مقاعد 13.0%           |
| 1992        | 11 مقعدًا 25.7%  | 49 مقعدًا 34.4%  | 3 مقاعد 21.5%           | 9 مقاعد 13.1%            |
| 1987        | 10 مقعدًا 24.0%  | 50 مقعدًا 38.7%  | 3 مقاعد 14.0%           | 9 مقاعد 19.3%            |
| 1983        | 21 مقعدًا 28.4%  | 40 مقعدًا 33.2%  | مقعدين 11.8%            | 8 مقاعد 24.5%            |
| 1979        | 22 مقعدًا 31.4%  | 44 مقعدًا 38.6%  | مقعدين 17.3%            | 3 مقاعد 9.0%             |
| أكتوبر 1979 | 16 مقعدًا 24.7%  | 41 مقعدًا 33.1%  | 11 مقعدًا 30.4%          | 3 مقاعد 8.3%             |
| فبراير 1974 | 21 مقعدًا 32.9%  | 40 مقعدًا 34.6%  | 7 مقاعد 21.9%           | 3 مقاعد 7.9%             |
| 1970        | 23 مقعدًا 38.0%  | 44 مقعدًا 44.5%  | مقعد واحد 11.4%         | 3 مقاعد 5.5%             |
| 1966        | 20 مقعدًا 37.6%  | 46 مقعدًا 47.7%  | لا مقاعد 5.0%           | 5 مقاعد 6.7%             |
| 1964        | 24 مقعدًا 37.3%  | 43 مقعدًا 46.9%  | لا مقاعد 2.4%           | 4 مقاعد 7.6%             |
| 1959        | 31 مقعدًا 47.3%  | 38 مقعدًا 46.7%  | لا مقاعد 0.8%           | مقعد واحد 4.8%           |
| 1955        | 36 مقعدًا 50.1%  | 34 مقعدًا 46.7%  | لا مقاعد 0.5%           | مقعد واحد 1.9%           |
| 1951        | 35 مقعدًا 48.6%  | 35 مقعدًا 48.0%  | لا مقاعد 0.3%           | مقعد واحد 2.8%           |

شهدت البرامج التشريعية حول تقديم الخدمة العامة في اسكتلندا انحرافًا عن سائر البرامج المطبقة في المملكة المتحدة. فبينما توفر اسكتلندا تعليمًا جامعيًا مجانيًا، ورعاية مجانية للمسنين، تُدفع الرسوم في سائر المملكة المتحدة. كانت اسكتلندا أول دول المملكة المتحدة التي تمنع التدخين في الأماكن العامة، وفُعل حظر التدخين منذ 26 مارس 2006. أعلنت الحكومة الاسكتلندية حظر صفع الأطفال كنوع من العقاب في اسكتلندا، لتكون الأمة الأولى في المملكة المتحدة لتجريم ذلك.

## البرلمان الإسكتلندي
تبع انتخاب حكومة  حزب العمال في عام 1997 استفتاءً على البرلمان الاستكلندي المفوض. وافق 74.3% من المصوتين على تأسيس هذا البرلمان، بينما وافق 63.5% على امتلاك البرلمان لصلاحيات متباينة بشأن الضرائب؛ بمعنى أن تصل قدرته على تعديل ضريبة الدخل إلى 3%.
نشأ البرلمان على إثر ذلك بقانون اسكتلندا لعام 1998 حول برلمان المملكة المتحدة (برلمان وستمنستر). يؤسس القانون للمسائل المطروحة للتشريع في وستمنستر، ويُشار إليها بالشؤون الحصرية، ومنها الدفاع والعلاقات الدولية والسياسة المالية والاقتصادية وقوانين المخدرات والإذاعة. يفوض البرلمان الإسكتلندي بأي شيء غير مذكور في تلك الشؤون الحصرية، ومنها الصحة والتعليم والحكومة المحلية وقانون الاسكتلنديين وكل القضايا الأخرى. هذه إحدى الاختلافات المحورية بين قانون اسكتلندا الناجح لعام 1998، والفاشل لعام 1978.
يُنتخب البرلمان بمزيج من نظم الانتخاب عن طريق الفوز للأكثر أصواتا والتمثيل النسبي، أو بالتحديد، نظام الأعضاء الإضافيين. وبالتالي فإن البرلمان الإسكتلندي يختلف عن برلمان وستمنستر، الذي يُنتخب عن طريق الفرز للأكثر أصواتًا فقط. يُنتخب البرلمان الإسكتلندي كل أربع سنوات ولديه 129 عضوًا، يُشار إليهم باسم أعضاء البرلمان الإسكتلندي. يُنتخب 73 من الأعضاء بنظام الفرز للأكثر أصواتًا، بينما يُنتخب 56 بنظام الأعضاء الإضافيين.
منح نظام التمثيل النسبي فرصًا لانتخاب أحزاب لم يتوقع منها الوجود في البرلمان خلال نظام فرز الأكثر أصواتًا.
أُسست الحكومة المفوضة المسماة السلطة التنفيذية الاسكتلندية (الاسم الجديد للحكومة المفوضة في عام 2007) بالتوازي مع البرلمان الإسكتلندي في عام 1999، مع الوزير الأول لاسكتلندا في رئاسة الحكومة. تشكل سكرتارية الهيئة التنفيذية جزءًا من الخدمة المدنية للمملكة المتحدة، ويمثل رئيس الهيئة، السكرتير الدائم (ليسلي إيفانز حاليًا)، نظيرًا للسكرتير الدائم لوايت هول.